# Wioślarstwo na Letnich Igrzyskach Olimpijskich 1948 – czwórka ze sternikiem mężczyzn
Rywalizacja w czwórkach ze sternikiem mężczyzn w wioślarstwie na Letnich Igrzyskach Olimpijskich 1948 rozgrywana była między 5 a 9 sierpnia 1948 na torze regatowym Henley Royal Regatta w Henley-on-Thames. Zgłoszono 16 osad z 16 krajów.
| Data            | Godzina |           |
| --------------- | ------- | --------- |
| 5 sierpnia 1948 |         | Runda 1   |
| 6 sierpnia 1948 |         | Repasaże  |
| 7 sierpnia 1948 | 9:30    | Runda 2   |
| 7 sierpnia 1948 | 16:30   | Półfinały |
| 9 sierpnia 1948 | 14:30   | Finały    |

## Format
W rundzie 1 rozegrano osiem wyścigów, z których zwycięskie osady awansowały do drugiej rundy, pozostałe zaś do repasaży. Z czterech wyścigów repasażowych zwycięzcy każdego wyścigu awansowali do drugiej rundy pozostałe osady odpadały z rywalizacji. W drugiej rundzie rozegrano sześć wyścigów z których zwycięzcy awansowali do półfinałów. Z trzech wyścigów półfinałowych zwycięzcy awansowali do finału.

## Wyniki

### Runda 1
Bieg 1
| Miejsce | Narodowość | Zawodnik                                                                                    | Czas   | Kwal. |
| ------- | ---------- | ------------------------------------------------------------------------------------------- | ------ | ----- |
| 1.      | Portugalia | António Torres, Delfim José da Silva, José Joaquim Cancela, José do Seixo, Leonel Rêgo      | 6:51,4 | Q     |
| 2.      | Grecja     | Filas Paraskevaidis, Nikos Filippidis, Iraklis Klangas, Nikos Nikolaou, Grigorios Emmanouil | 7:02,2 |       |

Bieg 2
| Miejsce | Narodowość | Zawodnik                                                                  | Czas   | Kwal. |
| ------- | ---------- | ------------------------------------------------------------------------- | ------ | ----- |
| 1.      | Węgry      | Miklós Zágon, Lajos Nagy, József Sátori, Tibor Nádas, Róbert Zimonyi      | 6:58,8 | Q     |
| 2.      | Jugosławia | Šime Bujas, Stipe Krnčević, Jakov Labura, Daniel Krnćević, Duško Ðorđević | 7:08,0 |       |

Bieg 3
| Miejsce | Narodowość | Zawodnik                                                                                | Czas   | Kwal. |
| ------- | ---------- | --------------------------------------------------------------------------------------- | ------ | ----- |
| 1.      | Włochy     | Domenico Cambieri, Riccardo Cerutti, Francesco Gotti, Renato Macario, Reginaldo Polloni | 6:49,1 | Q     |
| 2.      | Australia  | Wal Lambert, Hugh Lambie, Colin Douglas-Smith, Jack Webster, Tom Darcey                 | 7:04,3 |       |

Bieg 4
| Miejsce | Narodowość        | Zawodnik                                                                        | Czas   | Kwal. |
| ------- | ----------------- | ------------------------------------------------------------------------------- | ------ | ----- |
| 1.      | Stany Zjednoczone | Warren Westlund, Bob Martin, Bob Will, Gordy Giovanelli, Allen Morgan           | 6:48,8 | Q     |
| 2.      | Wielka Brytania   | Anthony Purssell, Robert Collins, William Woodward, William Leckie, John Healey | 7:01,9 |       |

Bieg 5
| Miejsce | Narodowość | Zawodnik                                                                    | Czas   | Kwal. |
| ------- | ---------- | --------------------------------------------------------------------------- | ------ | ----- |
| 1.      | Austria    | Erwin Bittmann, Karl Sitter, Franz Frauneder, Theodor Obrietan, Karl Riedel | 7:02,2 | Q     |
| 2.      | Kuba       | Ramón Cora, Joaquin Godoy, Manuel Puig, Ramón Puig, Tirso del Junco         | 7:08,7 |       |

Bieg 6
| Miejsce | Narodowość | Zawodnik                                                                            | Czas   | Kwal. |
| ------- | ---------- | ----------------------------------------------------------------------------------- | ------ | ----- |
| 1.      | Dania      | Erik Larsen, Børge Raahauge Nielsen, Henry Larsen, Harry Knudsen, Ib Olsen          | 6:52,5 | Q     |
| 2.      | Norwegia   | Arne Serck-Hanssen, Gunnar Sandborg, Sigurd Grønli, Willy Evensen, Thoralf Sandaker | 6:58,9 |       |

Bieg 7
| Miejsce | Narodowość | Zawodnik                                                                      | Czas   | Kwal. |
| ------- | ---------- | ----------------------------------------------------------------------------- | ------ | ----- |
| 1.      | Szwajcaria | Rudolf Reichling, Erich Schriever, Émile Knecht, Peter Stebler, André Moccand | 6:57,3 | Q     |
| 2.      | Argentyna  | Carlos Semino, Carlos Crosta, Adolfo Yedro, Ítalo Sartori, Ricardo Boneo      | 7:07,9 |       |

Bieg 8
| Miejsce | Narodowość | Zawodnik                                                                               | Czas   | Kwal. |
| ------- | ---------- | -------------------------------------------------------------------------------------- | ------ | ----- |
| 1.      | Francja    | Jean-Paul Pieddeloup, René Lotti, Gérald Maquat, Jean-Pierre Souche, Marcel Boigegrain | 6:57,7 | Q     |
| 2.      | Finlandia  | Veikko Lommi, Helge Forsberg, Oiva Lommi, Osrik Forsberg, Veli Autio                   | 7:00,6 |       |

### Repasaże
Bieg 1
| Miejsce | Narodowość | Zawodnik                                                                | Czas   | Kwal. |
| ------- | ---------- | ----------------------------------------------------------------------- | ------ | ----- |
| 1.      | Finlandia  | Veikko Lommi, Helge Forsberg, Oiva Lommi, Osrik Forsberg, Veli Autio    | 7:01,6 | Q     |
| 2.      | Australia  | Wal Lambert, Hugh Lambie, Colin Douglas-Smith, Jack Webster, Tom Darcey | 7:07,1 |       |

Bieg 2
| Miejsce | Narodowość | Zawodnik                                                                            | Czas   | Kwal. |
| ------- | ---------- | ----------------------------------------------------------------------------------- | ------ | ----- |
| 1.      | Norwegia   | Arne Serck-Hanssen, Gunnar Sandborg, Sigurd Grønli, Willy Evensen, Thoralf Sandaker | 7:04,4 | Q     |
| 2.      | Jugosławia | Šime Bujas, Stipe Krnčević, Jakov Labura, Daniel Krnćević, Duško Ðorđević           | 7:13,5 |       |

Bieg 3
| Miejsce | Narodowość | Zawodnik                                                                                    | Czas   | Kwal. |
| ------- | ---------- | ------------------------------------------------------------------------------------------- | ------ | ----- |
| 1.      | Kuba       | Ramón Cora, Joaquin Godoy, Manuel Puig, Ramón Puig, Tirso del Junco                         | 7:12,0 | Q     |
| 2.      | Grecja     | Filas Paraskevaidis, Nikos Filippidis, Iraklis Klangas, Nikos Nikolaou, Grigorios Emmanouil | 7:17,1 |       |

Bieg 4
| Miejsce | Narodowość      | Zawodnik                                                                        | Czas   | Kwal. |
| ------- | --------------- | ------------------------------------------------------------------------------- | ------ | ----- |
| 1.      | Wielka Brytania | Anthony Purssell, Robert Collins, William Woodward, William Leckie, John Healey | 6:58,4 | Q     |
| 2.      | Argentyna       | Carlos Semino, Carlos Crosta, Adolfo Yedro, Ítalo Sartori, Ricardo Boneo        | 7:00,1 |       |

### Runda 2
Bieg 1
| Miejsce | Narodowość | Zawodnik                                                                                | Czas   | Kwal. |
| ------- | ---------- | --------------------------------------------------------------------------------------- | ------ | ----- |
| 1.      | Włochy     | Domenico Cambieri, Riccardo Cerutti, Francesco Gotti, Renato Macario, Reginaldo Polloni | 7:30,5 | Q     |
| 2.      | Norwegia   | Arne Serck-Hanssen, Gunnar Sandborg, Sigurd Grønli, Willy Evensen, Thoralf Sandaker     | 7:34,0 |       |

Bieg 2
| Miejsce | Narodowość | Zawodnik                                                                      | Czas   | Kwal. |
| ------- | ---------- | ----------------------------------------------------------------------------- | ------ | ----- |
| 1.      | Szwajcaria | Rudolf Reichling, Erich Schriever, Émile Knecht, Peter Stebler, André Moccand | 7:21,8 | Q     |
| 2.      | Austria    | Erwin Bittmann, Karl Sitter, Franz Frauneder, Theodor Obrietan, Karl Riedel   | 7:35,9 |       |

Bieg 3
| Miejsce | Narodowość        | Zawodnik                                                              | Czas   | Kwal. |
| ------- | ----------------- | --------------------------------------------------------------------- | ------ | ----- |
| 1.      | Stany Zjednoczone | Warren Westlund, Bob Martin, Bob Will, Gordy Giovanelli, Allen Morgan | 7:21,4 | Q     |
| 2.      | Finlandia         | Veikko Lommi, Helge Forsberg, Oiva Lommi, Osrik Forsberg, Veli Autio  | 7:36,5 |       |

Bieg 4
| Miejsce | Narodowość | Zawodnik                                                                               | Czas   | Kwal. |
| ------- | ---------- | -------------------------------------------------------------------------------------- | ------ | ----- |
| 1.      | Dania      | Erik Larsen, Børge Raahauge Nielsen, Henry Larsen, Harry Knudsen, Ib Olsen             | 7:21,3 | Q     |
| 2.      | Portugalia | António Torres, Delfim José da Silva, José Joaquim Cancela, José do Seixo, Leonel Rêgo | 7:28,5 |       |

Bieg 5
| Miejsce | Narodowość | Zawodnik                                                                               | Czas   | Kwal. |
| ------- | ---------- | -------------------------------------------------------------------------------------- | ------ | ----- |
| 1.      | Francja    | Jean-Paul Pieddeloup, René Lotti, Gérald Maquat, Jean-Pierre Souche, Marcel Boigegrain | 7:28,7 | Q     |
| 2.      | Kuba       | Ramón Cora, Joaquin Godoy, Manuel Puig, Ramón Puig, Tirso del Junco                    | 7:37,2 |       |

Bieg 6
| Miejsce | Narodowość      | Zawodnik                                                                        | Czas   | Kwal. |
| ------- | --------------- | ------------------------------------------------------------------------------- | ------ | ----- |
| 1.      | Węgry           | Miklós Zágon, Lajos Nagy, József Sátori, Tibor Nádas, Róbert Zimonyi            | 7:31,6 | Q     |
| 2.      | Wielka Brytania | Anthony Purssell, Robert Collins, William Woodward, William Leckie, John Healey | 7:37,6 |       |

### Półfinały
Bieg 1
| Miejsce | Narodowość        | Zawodnik                                                                               | Czas   | Kwal. |
| ------- | ----------------- | -------------------------------------------------------------------------------------- | ------ | ----- |
| 1.      | Stany Zjednoczone | Warren Westlund, Bob Martin, Bob Will, Gordy Giovanelli, Allen Morgan                  | 7:22,1 | Q     |
| 2.      | Francja           | Jean-Paul Pieddeloup, René Lotti, Gérald Maquat, Jean-Pierre Souche, Marcel Boigegrain | 7:28,9 |       |

Bieg 2
| Miejsce | Narodowość | Zawodnik                                                                   | Czas   | Kwal. |
| ------- | ---------- | -------------------------------------------------------------------------- | ------ | ----- |
| 1.      | Dania      | Erik Larsen, Børge Raahauge Nielsen, Henry Larsen, Harry Knudsen, Ib Olsen | 7:31,3 | Q     |
| 2.      | Węgry      | Miklós Zágon, Lajos Nagy, József Sátori, Tibor Nádas, Róbert Zimonyi       | 7:46,1 |       |

Bieg 3
| Miejsce | Narodowość | Zawodnik                                                                                | Czas   | Kwal. |
| ------- | ---------- | --------------------------------------------------------------------------------------- | ------ | ----- |
| 1.      | Szwajcaria | Rudolf Reichling, Erich Schriever, Émile Knecht, Peter Stebler, André Moccand           | 7:22,0 | Q     |
| 2.      | Włochy     | Domenico Cambieri, Riccardo Cerutti, Francesco Gotti, Renato Macario, Reginaldo Polloni | 7:32,8 |       |

### Finał
| Miejsce | Narodowość        | Zawodnik                                                                      | Czas   |
| ------- | ----------------- | ----------------------------------------------------------------------------- | ------ |
| złoto   | Stany Zjednoczone | Warren Westlund, Bob Martin, Bob Will, Gordy Giovanelli, Allen Morgan         | 6:50,3 |
| srebro  | Szwajcaria        | Rudolf Reichling, Erich Schriever, Émile Knecht, Peter Stebler, André Moccand | 6:53,3 |
| brąz    | Dania             | Erik Larsen, Børge Raahauge Nielsen, Henry Larsen, Harry Knudsen, Ib Olsen    | 6:58,6 |